# Marcela Mouján
Marcela Mouján (Buenos Aires, 6 de octubre de 1960) es una maestra, fotógrafa y artista argentina. Trabaja diversos elementos como instalaciones, pintura, fotografía, serigrafía, vidrio soplado, artes digitales y mosaico veneciano, entre otros.

## Biografía
Se recibió de Maestra Nacional de Dibujo en 1992 del Instituto B. Angélico, luego de abandonar su carrera de diplomacia. 
Entre 1992 y 1997 vivió en Nueva York y Madrid, donde realizó numerosas exposiciones, estudió en la escuela de Artes Visuales de Nueva York e instaló un taller de serigrafía.
Al regresar a Buenos Aires en 1997, se casó con el artista Pablo Siquier del cual se divorció posteriormente. En 2001 se casó con el actor Gabriel Goity, con el cual tiene un hijo llamado Bautista.
Expone regularmente desde 1989, y sus obras forman parte de la colección del Museo Nacional de Bellas Artes, Museo de Arte Moderno de Buenos Aires, Museo de Arte Contemporáneo de Rosario, Museo de Arte Latinoamericano de Buenos Aires, entre otros.
En diciembre de 2015 instaló junto al grupo Piedras Preciosas dos murales de 2x6,25mts en la estación San Martín de la línea C del Subterráneo de Buenos Aires, con motivos de flora autóctona pampeana con representaciones de ceibo, jacaranda y palo borracho entre otros.

## Premios
- 1994, Medalla de oro en el premio CAYC-KLEMM.
- 1995, Segunda mención en el premio Braque.
- 1996, Artista de iniciación, Asociación Argentina de Críticos de Arte. Gran Premio, II Salón Nacional del Mar.[8]
- 1999, Beca Subsidio a la creación artística, Fondo Nacional de las Artes.
- 2000, Premio Leonardo, del Museo Nacional de Bellas Artes.
- 2004, Primer premio en el concurso MINI-BMW en ArteBA.[9]
- 2021, Premio Adquisición de Artes Visuales 8M.[10]

## Obras expuestas

### Individuales
- 1989, Centro Cultural Recoleta (Buenos Aires, Argentina)
- 1990,  AREA (Madrid, España)
- 1992,  Galería TEMA (Buenos Aires, Argentina)
- 1994,  Galería TEMA
- 2003,  Centro Cultural Recoleta
- 2011,  Pampaparaíso, Museo Castagnino Macro (Rosario, Argentina)
- 2011,  Pampaparaíso, Museo Emilio Caraffa (Córdoba, Argentina)[11][12]
- 2014 - Paradise is where you are right now, Vice Gallery (Miami, Florida, Estados Unidos)[13][14][15]

### Colectivas
- 1991, ARCO, Feria de Arte contemporáneo de Madrid. PERFORMANCE, Strugenbank. (Madrid, España).
- 1992, Five womens, five visions, Gallería Marta Morante. 500 years of hispanic heritage, Jacob K. Javits Federal Building. (Nueva York, Estados Unidos).
- 1994, A, E, I U O, Centro Cultural Recoleta (Buenos Aires, Argentina). Encuentro, Newark Museum of Contemporary Art (Newark, Estados Unidos).
- 1995, 70-80-90, Museo Nacional de Bellas Artes. Cuerpos invadidos, Primer festival de vídeos y artes electrónicas, Museo Renault. (Buenos Aires, Argentina).
- 1997, Contemporary Latin American Art, Kulturcentrum i Ronneby (Suecia). VI Bienal de La Habana (La Habana, Cuba).[16] Premio Gunther, Museo Nacional de Bellas Artes (Buenos Aires, Argentina).
- 2001, Bienal del Mercosur (Porto Alegre, Brasil).[17] Personal Permanent Records - Experimental photography from South America, Art Museum of the Americas (Washington D. C., Estados Unidos).
- 2004, Territorios ocupado, Fundación Telefónica. La re-coleccion, MALBA. (Buenos Aires, Argentina)[18]